# Krekiranje
U kemiji, krekiranje je proces kojim se složene organske molekule ili dugolančani ugljikovodici, cijepanjem ugljik-ugljik veza u kompleksnim molekulama, razbijaju na jednostavnije molekule s manjim brojem ugljikovih atoma. Krekiranje ugljikovodika jest raspad velikih molekula alkana, na manje, korisnije alkene i alkine. Jednostavno rečeno, to je proces rastavljanja dugih ugljikovodičnih lanaca na kratke. Takav proces zahtjeva visoke tlakove i temperature. Koristi se, dakle, kada se želi iz teških, manje vrijednih proizvoda pomoću visokih temperatura, tlakova i katalizatora, s ili bez dodatka vodika, dobiti lakše, više vrijedne proizvode.
Brzina krekiranja i konačni produkt strogo su uvjetovani temperaturom na kojoj se odvija proces te prisustvom katalizatora
Širi pojam krekiranja odnosi se na sve procese cijepanja molekula na visokoj temperaturi u prisustvu katalizatora i otapala, kao što su npr. procesi destruktivne destilacije i pirolize.
Proces krekiranja naišao je na široku primjenu u preradi nafte, a služi za dobivanje benzina iz dizelskog goriva i lakših derivata iz ostataka destilacije. Općenito, u preradi nafte pripada sekundarnim procesima u kojima dolazi do konverzije prisutnih ugljikovodika. Provode se da bi se povećao udio ekonomičnijih proizvoda te da bi se povisila njihova kvaliteta. Krekiranjem se dakle, može bitno izmijeniti struktura derivata proizvedenih iz sirove nafte. To je potrebno jer redovito struktura potrošnje ne odgovara strukturi proizvodnje osnovanoj na destilaciji, pa se krekiranjem korigira struktura proizvodnje.

## Povijest i patenti
Između nekoliko varijanti termičkih metoda krekiranja (znanih kao „Shukhovov proces krekiranja“, „Burtonov proces krekiranja“, „Burton-Humphreysov proces krekiranja“, „Dubssov proces krekiranja“), Vladimir Shukhov, ruski inženjer, prvi je izumio je i patentirao proces, 1891. godine (Russian Empire, patent no. 12926, 27. studenog 1891.). Jedno postrojenje korišteno je u Rusiji kratko vrijeme, međutim nije popraćeno razvojem. U prvom desetljeću dvadesetog stoljeća, američki inženjeri William Merriam Burton i Robert E. Humphreys, neovisno jedan o drugome, razvili su i patentirali sličan proces kao U.S. patent 1,049,667, 8. Lipnja 1908. godine. Jedna od prednosti procesa bila je ta što su, i kondenzator i isparivač, bili konstantno držani pod tlakom.

U svojim ranijim verzijama, bio je to serijski proces više nego kontinuirani te su uslijedili mnogi patenti u Europi i SAD-u, a mnogi nisu bili praktični. 1924. godine, delegacija američke naftne kompanije Sinclair Oil Corporation, posjetila je Shukhova želeći sugerirati da je Burton-Humphreysov patent, kojeg je tada upotrebljavao Standard Oil, izveden iz njegovog. Kada bi se ta tvrdnja pokazala istinitom, to bi ojačalo američke rivale Standard Oila koji su htjeli učiniti Burton-Humphreysov patent nevažećim. Na simpoziju, Shukhov je udovoljio Amerikancima izjavivši da je, načelno, Burton-Humhreysov patent sličan njegovom iz 1891. Njegov interes u cijeloj stvari bio je, zapravo, osigurati ruskoj naftnoj industriji gradnju aparature za krekiranje po bilo kojem opisanom sistemu, bez mogućnosti optuživanja od strane Amerikanaca da je patent ukraden. Nekoliko godina nakon Ruske revolucije, razvilo se fluid katalitičko krekiranje te je uskoro zamijenilo većinu čistih termičkih procesa u industriji prerade fosilnih goriva. Međutim, termičko krekiranje nije u potpunosti zamijenjeno, mnoge metode i dalje su u upotrebi, ovisno o vrsti sirovine i produktima koji zadovoljavaju potrebe tržišta. Termičke metode krekiranja ostaju i dalje značajne, razvijene su još mnoge poput loma viskoznosti, koksiranja, parnog krekiranja, te se koriste u razne svrhe.

## Metode krekiranja

### Termičke metode
Termičko krekiranje prva je razvijena metoda hidrokrekiranja u čijoj je energetskoj bilanci dominantan član entropija (ΔrS), a ne entalpija (ΔrH), u Gibbsovoj jednadžbi slobodne energije ΔrG = ΔrH - TΔrS. Iako je energija rastavljanja jednostrukih ugljik-ugljik veza relativno velika i vrlo endotermna reakcija, velika pozitivna promjena entropije rezultat je fragmentacije jedne velike molekule u više manjih, koja zajedno s ekstremno visokom temperaturom, član TΔrS čini većim od člana ΔrH.

#### Termičko krekiranje
Moderno termičko krekiranje provodi se pri apsolutnim tlakovima od oko 7000 kPa. Cjelokupni proces može biti promatran tako da su produkti slabo bogati vodikom formirani iz raspada velikih molekula koje kondenzacijom gube vodik. Dotična reakcija poznata je i kao hemolitička fisija kojom se proizode alkeni, temelj za ekonomski jako važnu proizvodnju polimera. 
Termičko krekiranje u širem je smislu razgradnja (piroliza) ugljikovodika, ponajprije dizelskog goriva i ostataka destilacije, kako atmosferske tako i vakuumske, da bi se njihovom konverzijom u lakše frakcije povećala proizvodnja istih. S obzirom na veću produktivnost i bolju kvalitetu proizvoda katalitičkog krekiranja, termičko krekiranje koristi se samo onda kada nije moguće katalitičko krekiranje, primjerice kod postupaka kod kojih se koriste katalizatori koji nepoželjno reagiraju s katalitičkim otrovima. Međutim,  često se termički krekiraju ostaci destilacije u postupku loma viskoznosti i koksiranja.

##### Lom viskoznosti
Lom viskoznosti je postupak koji se razvio na principu termičkog krekiranja. Tijekom postupka dolazi do raspada teških ostataka destilacije nafte, a svrha postupka je pretvaranje vrlo gustih ostataka u loživo ulje male viskoznosti. Proces se provodi uz niže temperature i tlakove nego termičko krekiranje, a vrijeme raspada je relativno kratko. Na taj način dolazi se do vrlo male količine lakših produkata.

##### Koksiranje
Koksiranje je proces kojim se proizvodi petrol koks. Ovaj proces vremenski je produljeno krekiranje. Kao sirovina za koksiranje koriste se ostaci destilacije. Ostaci se griju u peći do temperature od oko 400 °C, a nakon toga odvode se u kolonu za destilaciju da bi se odijelile lakše frakcije. Ostaci prethodno spomenute destilacije dovode se u drugi dio peći gdje se zagrijavaju do oko 500 °C, a odatle u jednu od retorti za koks. U retorti se ostaci raspadaju i tako nastaje koks i destilati. Destilati s vrha retorte odlaze u kolonu za frakcioniranje dok se koks u retorti nakuplja te je svaka 24 sata potrebno zaustaviti pogon retorte da bi se proizvedeni koks odstranio. Osim navedenim procesom, koksiranje je moguće ostvariti i u fluidiziranom sloju. Koksiranje u fluidiziranom stanju odvija se u dijelovima postrojenja koji se nazivaju pregrijač i reaktor. Predgrijač služi za ugrijavanje čestica koksa na temperaturu od 550 do 650 °C. Potom se ugrijane čestice koksa vraćaju u reaktor gdje se održavaju u fluidiziranom sloju ubrizgavanjem pare koja služi za fluidizaciju i isparivanje hlapljivih sastojaka sirovine. Vruća sirovina dovodi se u reaktor gdje se raspršuje. U reaktoru se provodi koksiranje pri temperaturi od 480 do 570 °C pod tlakom od 0.137 do 0.172Mpa (1.37 do 1.72 bara), a sirovi koks koji je nastao u reaktoru odvodi se u predgrijač gdje se dovršava proces.

#### Parno krekiranje
Parno krekiranje petrokemijski je proces u kojem se zasićeni ugljikovodici raspadaju na manje, često nezasićene, ugljikovodike. To je glavna metoda za proizvodnju lakših alkena (ili češće olefina), uključujući i eten (ili etilen), i propen (ili propilen). Jedinice za parno krekiranje su postrojenja u kojima se sirovine poput nafte, ukapljenog petroleja (LPG), etana, propana ili butana termički krekiraju upotrebom pare u spremnicima peći za pirolizu da bi se proizveli lakši ugljikovodici. Vrsta i kvaliteta dobivenih produkata ovisi o sastavu sirovine, omjeru ugljikovodika i pare, temperaturi krekiranja i vremenu zadržavanja u peći.
U parnom krekiranju, plinovita ili kapljevita ugljikovodična sirovina poput nafte, LPG-a ili etana razrjeđuje se parom i kratko zagrijava u pećima bez prisustva kisika. Temperatura reakcije obično je vrlo visoka, oko 850 °C, međutim, dozvoljeno je vrlo kratkotrajo vrijeme reagiranja. U modernim pećima za krekiranje vrijeme zadržavanja svedeno je na milisekunde da bi se poboljšao doprinos što rezultira visokim brzinama plina koje se penju i do brzine zvuka. Nakon što se dosegne temperatura krekiranja, plin se brzo gasi kako bi se zaustavila reakcija. Gašenje se odvija u izmjenjivaču topline s transportnom linijom ili unutar pročelja za gašenje pomoću ulja za gašenje.
Lagane ugljikovodične sirovine poput etana, LPG-a ili lake nafte daju tokove produkata bogatih lakim alkenima, uključujući etilenom, propilenom i butadienom. Teže ugljikovodične sirovine (teške nafte i ostali rafinerijski produkti) također daju neke od prethodno nabrojanih produkata, ali i proizvode bogate aromatskim ugljikovodicima i ugljikovodicima pogodnim za uključivanje u benzin ili loživo ulje.
Višim temperaturama krekiranja proizvode se najviše eten i benzen, dok se nisko temperaturnim procesima proizvode veće količine propena, C4-ugljikovodici i tekući proizvodi.
Ovaj proces rezultira i sporim taloženjem koksa na stjenkama reaktora. To smanjuje efikasnost reaktora, pa se uvjeti u reaktoru konstruiraju na način da se taloženje koksa minimizira. Bez obzira na to, peć može biti u pogonu samo nekoliko mjeseci između dvaju dekoksiranja. Dekoksiraje zahtjeva izoliranje peći iz pogona kako bi se kroz svitke u peći pustila vruća para ili mješavina pare i zraka. Ovaj postupak pretvara tvrdi sloj ugljika u ugljikov monoksid ili ugljikov dioksid. Kada je reakcija završena peć se vraća u pogon.

### Katalitičke metode
Proces katalitičkog krekiranja uključuje prisustvo kiselog katalizatora, uobičajeno krute kiseline kao što su spojevi aluminija i silicija ili zeoliti. Da bi se postiglo raspadanje, pare ugljikovodika moraju se pri određenoj temperaturi dovesti u kontakt s katalizatorom. Pri tome se stvaraju plinovi, koks i ugljikovodici, kao i kod termičkog krekiranja.

#### Fluid katalitičko krekiranje
Fluid katalitičko krekiranje (FCC) jedan je od najvažnijih oblika konverzije koji se koristi u rafinerijama nafte. Uvelike se koristi kako bi se teške visoko molekularne ugljikovodične frakcije sirove nafte s visokim vrelištem preinačile u više vrijedni benzin, olefinske plinove i ostale produkte. Fluid katalitičko krekiranje gotovo je u potpunosti zamijenilo termičko krekiranje zbog toga što proizvodi više benzina s višim oktanskim brojem. Također, kao nusprodukte prozvodi plinove koji su više olefinski, stoga, i više vrijedni od onih dobivenih termičkim krekiranjem.
Sirovina za FCC obično je sirova nafta koja ima početnu točku vrelišta na 340 °C ili više pri atmosferskom tlaku i prosječnu relativnu molekularnu masu u rasponu od 200 do 600. Ovaj dio sirove nafte često se odnosi na teška plinska ulja ili vakuumska plinska ulja (HVGO). FCC proces isparava i razbija dugolančane molekule ugljikovodičnih tekućina s visokim vrelištem na mnogo kraće molekule tako što dovodi sirovinu, pri visokoj temperaturi i umjerenom tlaku, u kontakt s fluidiziranim praškastim katalizatorom.
U prijašnjim procesim koristili su se aluminijski katalizatori, a u upotrebi su i danas u srednjim školama i fakultetskim laboratorijima u pokusima o alkenima i alkanima.
U novijim konstrukcijama, krekiranje se odvija korištenjem vrlo aktivnog katalizatora na bazi zeolita u vertikalnoj ili nagore skošenoj cijevi zvanoj „podizač“. Prethodno zagrijana sirovina nasprejana je u bazu podizača putem mlaznica gdje dotiče ekstremno vrući fluidizirani katalizator zagrijan na 666 do 760 °C. Vrući katalozator isparava sirovinu i ubrzava reakciju krekiranja koja razbija visoko molekularnu tešku naftu na lakše komponente uključujući LPG, benzin i dizel. Smjesa katalizator-ugljikovodik teče još nekoliko sekundi uspravno kroz podizač te se nakon toga razdvaja pomoću ciklonskog separatora. Slobodni ugljikovodici (oni koji nisu reagirali s katalizatorom) odvore se u kolonu za rektifikaciju u kojoj se separiraju na loživo ulje, laka ciklička goriva koja se koriste u mlaznom gorivu i dizelu te na teško loživo ulje.  Tijekom reagiranja koks se taloži na katalizator čime se smanjuje njegova aktivnost te katalizator pada u regenerator iz kojeg ga ponovo uzdiže struja komprimiranog zraka (u nekim slučajevima smjesa zraka i kisika). Koks izgara u struji zraka te se na taj način katalizator regenerira za ponovnu upotrebu, ali i postiže potrebnu temperaturu za sljedeći reakcijski ciklus.
Benzin dobiven FCC metodom ima povišen oktanski broj, međutim, manje je kemijski stabilan u odnosu na ostale benzinske komponente zbog velikog udjela olefinskih ugljikovodika. Olefini u gorivu odgovorni su za polimerne naslage u spremnicima goriva. 

#### Hidrokrekiranje
Hidrokrekiranje je proces krekiranja u prisutnosti vodika. Koristi se bifunkcionalni katalizator koji istodobno pospješuje reakcije krekiranja i hidrogenacije ugljikovodika. Kao katalizatori koriste se najčešće zeoliti uz metalne okside i sulfide (Co-Mo, Ni-Mo). Poznat je veći broj izvedbi procesa (jednostupanjski i višestupanjski), a primjenjuju se s ciljem konverzije šireg spektra lakih i teških frakcija u vrijednije proizvode. Produkti su najčešće zasićeni ugljikovodici, a ovisno o uvjetima u kojima se odvija reakcija (temperatura, tlak, aktivnost katalizatora) oni mogu varirati od etana, LPG-a pa sve do težih ugljikovodika koji se sastoje od izoparafina.
Glavni produkti koji se dobivaju hidrokrekiranjem su mlazno gorivo i dizel, ali i frakcije nafte s niskim udjelom sumpora i LPG. Svi ovi proizvodi imaju jako nizak sadržaj sumpora i ostalih zagađivača. Koristi se najviše u Europi i Aziji jer ta dva kontinenta imaju najveće potrebe za dizelom i kerozinom, dok se fluid katalitičko krekiranje koristi najviše u SAD-u zbog velike potrebe za benzinom.

## Vanjske poveznice
http://powerlab.fsb.hr/enerpedia/index.php?title=ENERGETSKE_TRANSFORMACIJE#Procesi_koji_se_odvijaju_u_rafineriji  Arhivirana inačica izvorne stranice od 31. prosinca 2013. (Wayback Machine)